# Vuelta Ciclista del Uruguay 1961
La 18.ª edición de la Vuelta Ciclista del Uruguay se disputó entre el 25 de marzo y el 2 de abril de 1961.
El ganador de la edición anterior, Walter Moyano, abandonó la competencia al finalizar la primera etapa debido al fallecimiento de su padre. Todo el equipo del Club Ciclista Punta del Este se solidarizó con él y también decidieron retirarse.
La carrera fue ganada por el rochense Gabriel Demetrio Barrios representante del Club Ciclista General Hornos. Fue la primera vez que una pareja de hermanos conquistó la carrera ya que su hermano Próspero lo había logrado 10 años antes en 1951. Tras él completaron el podio Rúben "El vasco" Etchebarne del Atenas de Mercedes y Ricardo Vázquez de Nacional.

## Etapas
| Etapa | Fecha       | Recorrido             | km    | Ganador (equipo)                          |
| 1.ª   | 25 de marzo | Montevideo-San José   | 155,1 | Domingo Goncalvez (Peñarol)               |
| 2.ª   | 26 de marzo | San José-Mercedes     | 197,1 | Juan José Timón (Olimpia)                 |
| 3.ª   | 27 de marzo | Mercedes-Paysandú     | 152,6 | Juan José Timón (Olimpia)                 |
| 4.ª   | 28 de marzo | Paysandú-Trinidad     | 203   | Rodolfo Villanueva (Olimpia)              |
| 5.ª   | 29 de marzo | Trinidad-Florida      | 140   | Washington Alvez (Salto-Uruguay)          |
| 6.ª   | 30 de marzo | Florida-Minas         | 201,1 | Gabriel Demetrio Barrios (General Hornos) |
| 7.ª   | 31 de marzo | Minas-Treinta y Tres  | 175,1 | Washington Fusari (El Límite)             |
| 8.ª   | 1 de abril  | Treinta y Tres-Rocha  | 183   | Miguel Curto Pérez (Porvenir)             |
| 9.ª   | 2 de abril  | San Carlos-Montevideo | 164   | Guillermo Castro (Central)                |

### Clasificación individual
| Pos. | Ciclista                 | Equipo             | Tiempo           |
| ---- | ------------------------ | ------------------ | ---------------- |
| 1.º  | Gabriel Demetrio Barrios | General Hornos     | 45 h 29 min 41 s |
| 2.º  | Rúben Etchebarne         | Atenas de Mercedes | a 2 min 05 s     |
| 3.º  | Ricardo Vázquez          | Nacional           | a 3 min 17 s     |
| 4.º  | Héctor Castro            | Audax de Flores    | a 3 min 41 s     |
| 5.º  | Rodolfo Villanueva       | Olimpia            | a 3 min 50 s     |
| 6.º  | Dardo Sánchez            | Yale de Florida    | a 3 min 55 s     |
| 7.º  | René Pezzatti            | Peñarol            | a 4 min 22 s     |
| 8.º  | Washington Fusari        | El Límite          | a 4 min 29 s     |
| 9.º  | Eduardo Puertollano      | General Hornos     | a 6 min 05 s     |
| 10.º | Héctor Placeres          | Peñarol            | a 7 min 02 s     |

### Clasificación por equipos
| Pos. | Equipo                  | Tiempo            |
| ---- | ----------------------- | ----------------- |
| 1.º  | Club Atlético Olimpia   | 136 h 37 min 42 s |
| 2.º  | Club Atlético Peñarol   | a 2 min 15 s      |
| 3.º  | Club Nacional de Fútbol | a 3 min 25 s      |